# Morera de paper
La morera de paper (Broussonetia papyrifera, sinònim Morus papyrifera L.) és una espècie d'arbre caducifoli de la família de les moràcies i originari de l'est d'Àsia. Pot arribar a fer 15 metres d'alçada i 8 de diàmetre de capçada. També és conegut amb el nom de mora turca o mora xinesa.
És un arbre de branques peludes. Les fulles són diferents en forma fins i tot en la mateixa branca, sense lòbuls, ovades cordades fins lobulades; fan de 7 a 20 cm de llarg amb marges finament serrats.
És una planta dioica, les flors mascle es fan en inflorescències oblongues, i les femelles en una inflorescència globular.
Fruits sucosos i comestibles de 3–4 cm de diàmetre.

## Espècie invasora
El creixement ràpid d'aquesta morera, introduïda en àrees no natives, pot desestabilitzar ràpidament l'hàbitat de la zona convertint-se en una espècie altament invasora per a l'ecosistema.
Això ha passat en molts llocs del món, fins i tot en zones de l'Amèrica Llatina, els Estats Units i el sud d'Àsia, i és particularment visible als voltants d'Islamabad, on després de ser introduïda pel seu valor paisatgístic, ara està suplantant la flora nativa a una alarmant velocitat a causa de les seves altes necessitats hídriques, cosa que resta aigua a la flora autòctona.
El seu sistema radicular, malgrat ser molt extensiu, és força superficial i la fa propensa a ser abatuda per forts vents.
La capacitat de la planta per colonitzar fàcilment l'hàbitat disponible, especialment les zones alterades, l'ha ajudat a convertir-se en una espècie invasora en algunes regions. Es propaga ràpidament quan els individus mascles i femelles creixen junts i es produeixen llavors. La dispersió de llavors s'aconsegueix pels animals que mengen els fruits, i les plantes poden formar rodals amples i densos mitjançant els seus sistemes d'arrels estesos.
Es considera que aquesta és, per exemple, una de les pitjors males herbes del Pakistan, una de les plantes invasores més importants de la Pampa a Argentina i una invasora dominant als boscos d'Uganda.
El seu pol·len és al·lergènic, i és el principal culpable de l'al·lèrgia als inhalants a Islamabad, on l'espècie és una mala herba urbana molt comuna. L'al·lèrgia al pol·len i l'asma provocada per aquesta planta envia milers de pacients als hospitals d'Islamabad durant el mes de març. L'espècie no s'ha de portar a altres zones sense tenir en compte el potencial de les plantes mascles per eliminar el seu pol·len nociu.

## Hàbitat
És originària d'Àsia, on la seva distribució inclou Taiwan, la Xina, el Japó, Corea, el sud-est asiàtic, Birmània i l'Índia. Es conrea àmpliament en altres llocs i creix com a espècie introduïda a parts d'Europa, Estats Units i Àfrica.

## Morfologia
Posseeix un valor altament paisatgístic, el seu creixement en espais que no li són nadius per al seu desenvolupament tendeix a vulnerar l'hàbitat i es comporta com una espècie de planta intrusiva per a l'ecosistema on se'l va col·locar.
La planta en si requereix de moltes fonts hídriques i el seu sistema radicular és bastant superficial, sent així sensible a forts vents.
Aquest arbre té molta utilitat gràcies a les seves fulles tendres, així com els seus brots proporcionen aliment als cérvols.
L'estructura interna d'aquest arbre és d'una escorça composta per fibres robustes que permeten generar d'unes de semblants al cànem i al lli. Això permet l'elaboració d'una espècie de paper molt resistent.
Aquest arbre pertany a la família de les moràcies, i el seu gènere pertany a les Broussonetia, que estan compostes per set espècies d'arbres, els quals són molt buscats pel seu fullatge i les seves flors.
Són originàries d'Àsia i tenen un creixement molt ràpid amb una altura que va dels 6 als 15 metres. La seva copa és sub-globosa i el color varia de verd fosc, té un fruit bastant carnós, l'escorça és de color castany i es troba lleument dividida, les seves arrels són gemíferes i s'han d'ajustar a sòls rústics, sorrencs, secs i humits.

## Etimologia
El gènere d'aquesta planta està dedicat al naturalista i metge francès Pierre Marie Auguste Broussonet (1761-1807), qui va fer amistat i va col·laborar amb nombrosos botànics de la seva època, introduint l'espècie a França. L'epítet específic procedeix de l'adjectiu llatí papyriferus,-a,-um, i aquest de la paraula llatina papir,-i = papir, paper, escrit, i del verb fero = tenir, portar, produir, que produeix papirs en sentit literal, perquè amb les fibres del seu tronc a la Xina es fabrica una mena de paper. El seu nom popular, morera de paper, es deu als mateixos motius.

## Usos
De l'escorça se'n pot fer paper i les fulles són aliment per als cérvols. És un arbre ornamental (també plantat a Barcelona).
En alguns llocs és una planta invasora.

## Cultiu
La floració es realitza a finals de la primavera i es desenvolupa sota climes sensibles al fred. També s'adapta a climes marítims. La multiplicació és a través d'esqueixos de fusta verda a l'estació d'estiu i per llavors en el que correspon a la tardor.

## Galeria d'imatges

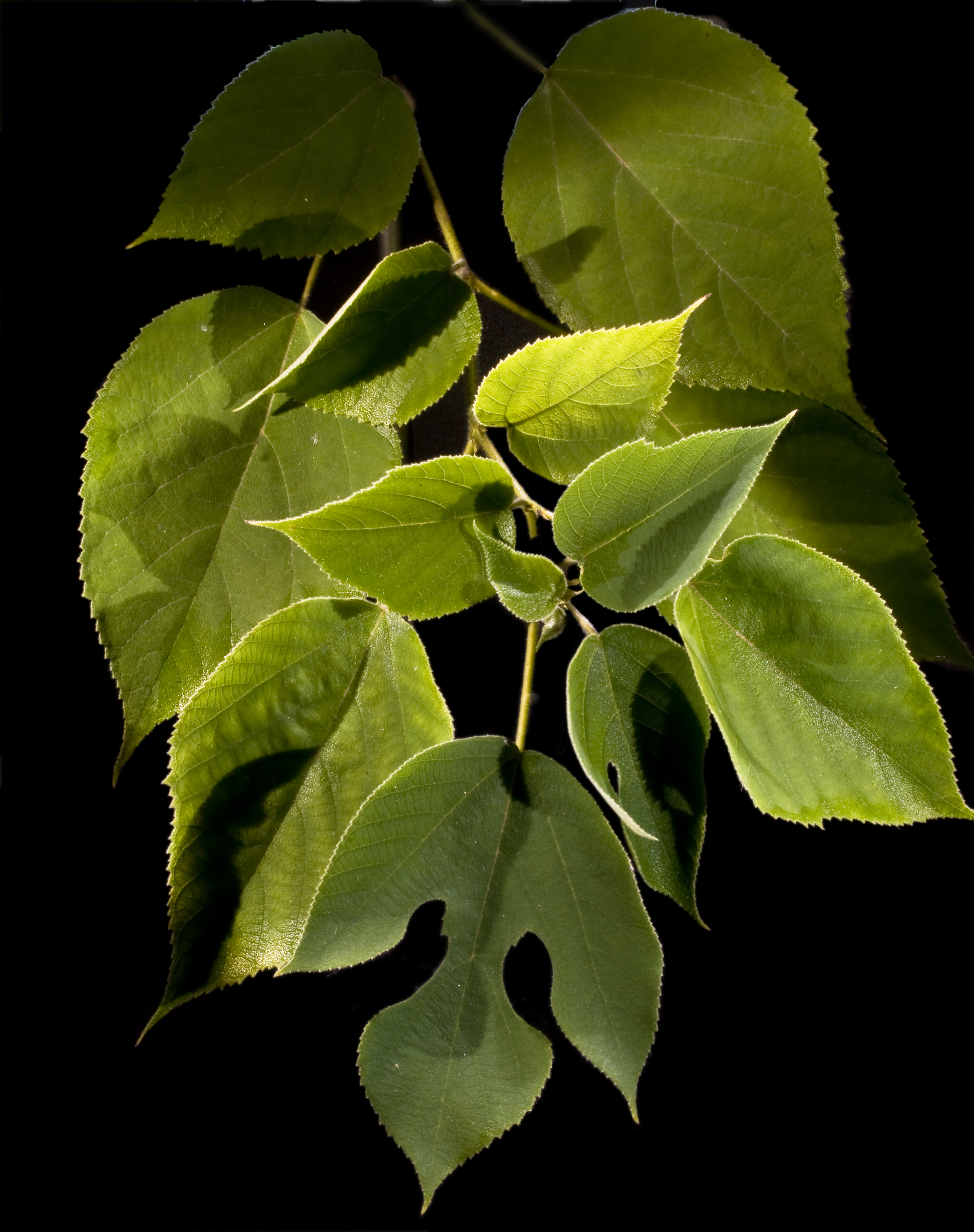
Fulles
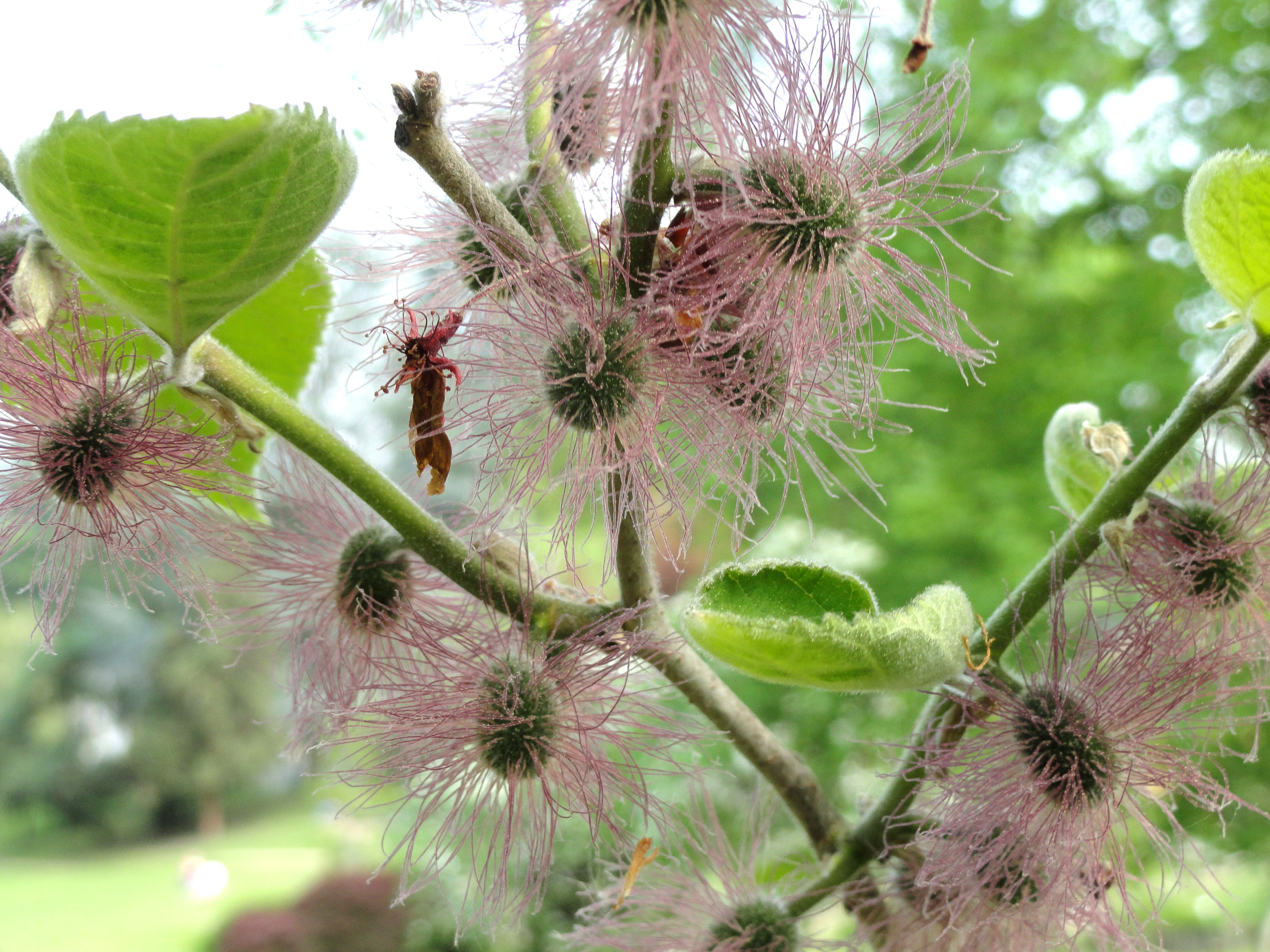
Flor femenina
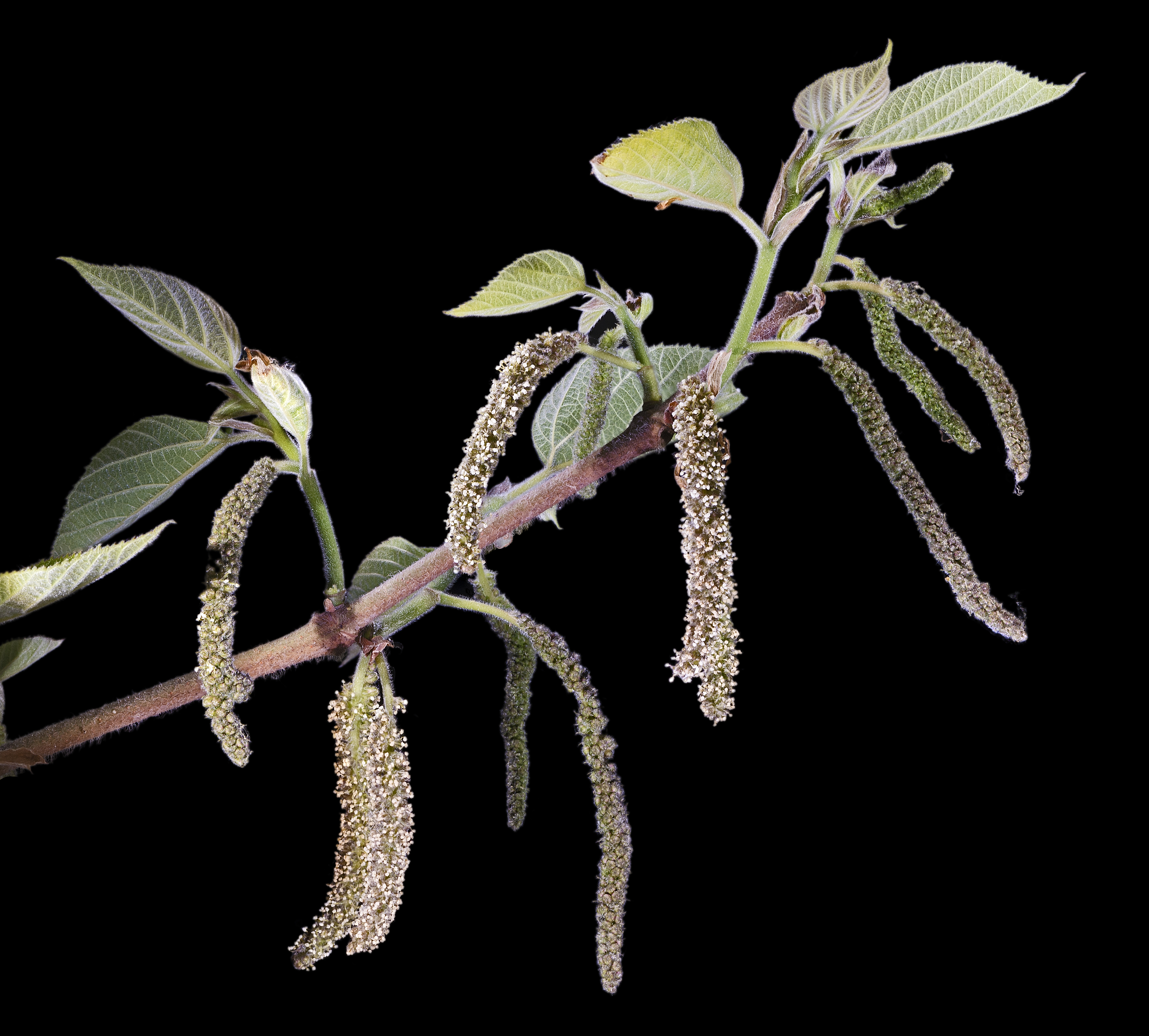
Flors masculines
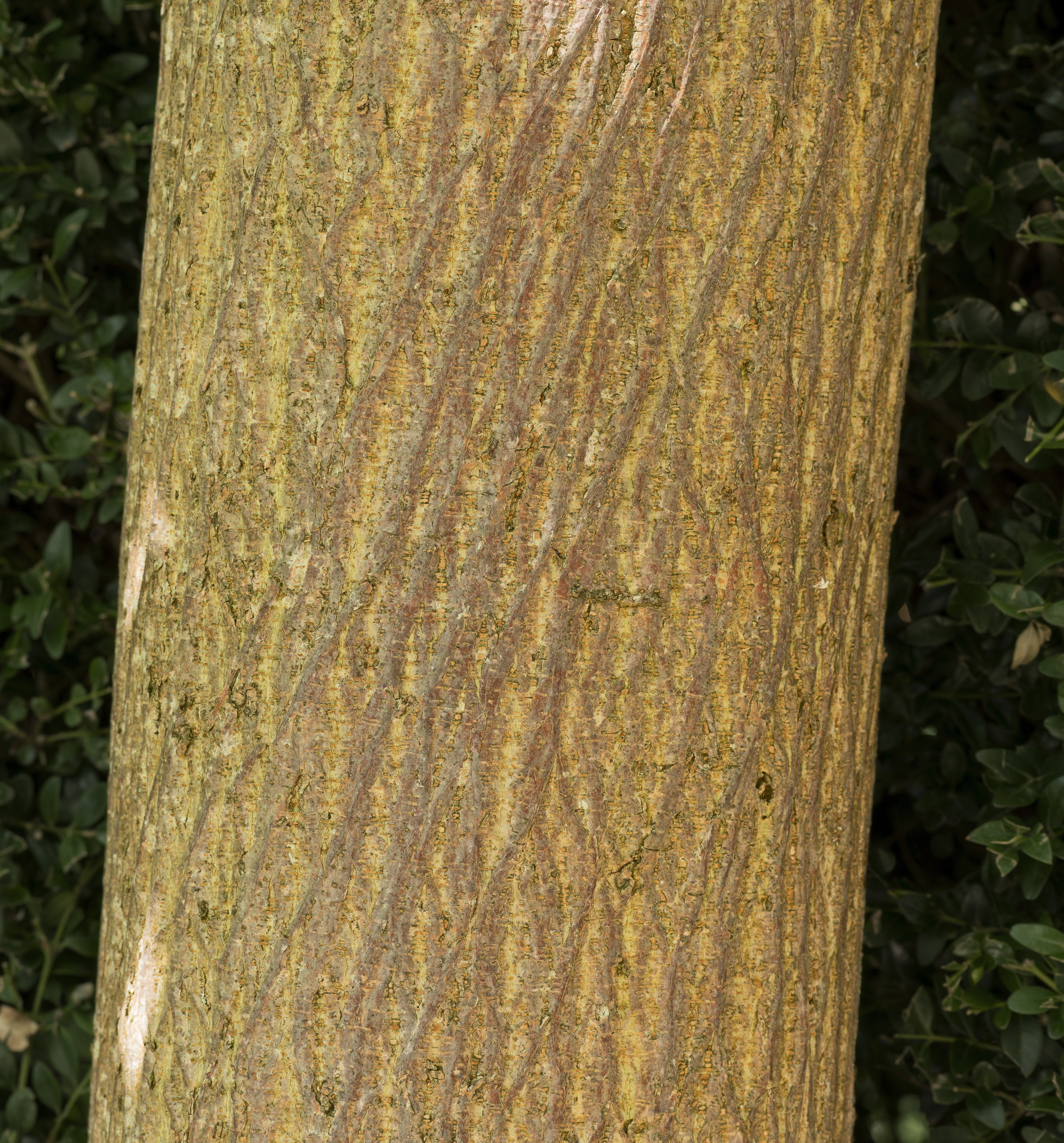
Escorça
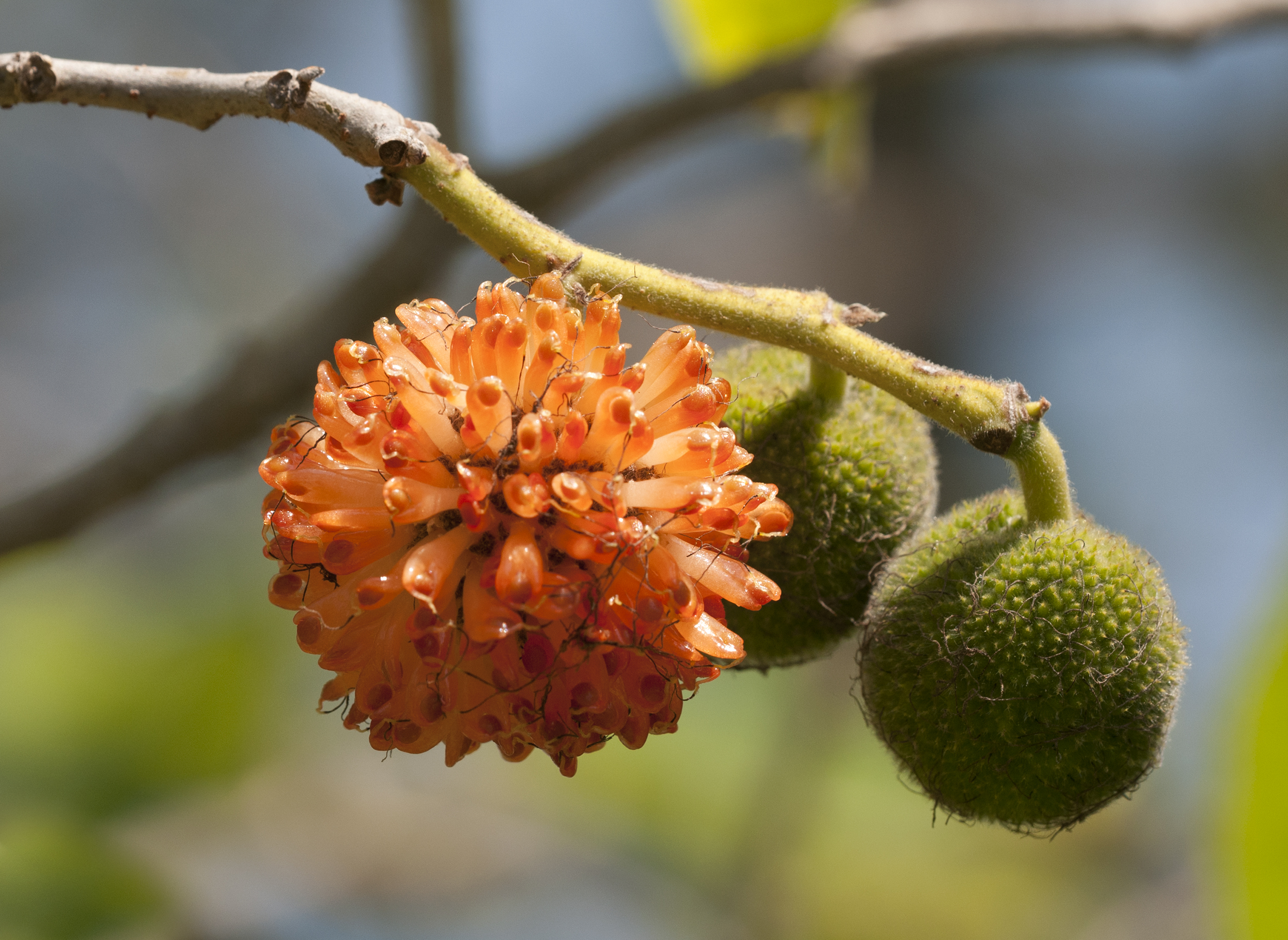
Fruit
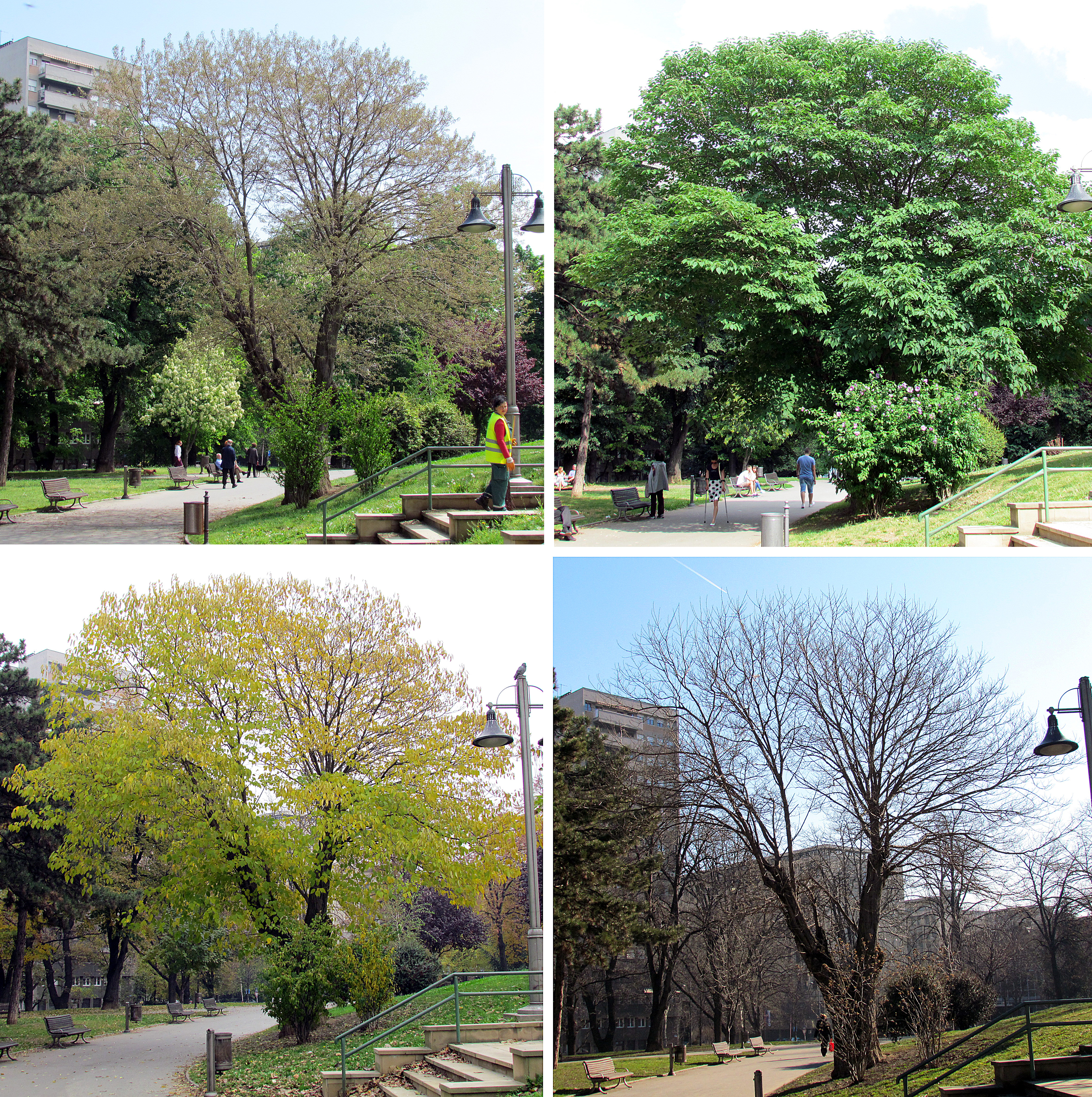
Capçada